# Ask Tjærandsen-Skau
Ask Tjærandsen-Skau (Bodø, 2001. január 14. –) norvég korosztályos válogatott labdarúgó, a Bodø/Glimt középpályása.

## Pályafutása

### Klubcsapatokban
Tjærandsen-Skau a norvégiai Bodø városában született. Az ifjúsági pályafutását a helyi Grand Bodø csapatában kezdte, majd a Bodø/Glimt akadémiájánál folytatta.
2018-ban mutatkozott be a Bodø/Glimt első osztályban szereplő felnőtt keretében. Először a 2020. augusztus 22-ei, Start ellen 6–0-ra megnyert mérkőzés 79. percében, Patrick Berg cseréjeként lépett pályára. 2020 és 2022 között a Stjørdals-Blink, a Start és a Jerv csapatát erősítette kölcsönben.

### A válogatottban
Tjærandsen-Skau 2019-ben egy mérkőzés erejéig tagja volt a norvég U18-as válogatottban.

## Statisztikák
2023. február 16. szerint
| Klub                         | Szezon   | Osztály     | Bajnokság | Bajnokság | Kupa  | Kupa | Nemzetközi | Nemzetközi | Összesen | Összesen |
| Klub                         | Szezon   | Osztály     | Meccs     | Gól       | Meccs | Gól  | Meccs      | Gól        | Meccs    | Gól      |
| ---------------------------- | -------- | ----------- | --------- | --------- | ----- | ---- | ---------- | ---------- | -------- | -------- |
| Bodø/Glimt                   | 2019     | Eliteserien | 0         | 0         | 1     | 1    | —          | —          | 1        | 1        |
| Bodø/Glimt                   | 2020     | Eliteserien | 1         | 0         | —     | —    | —          | —          | 1        | 0        |
| Bodø/Glimt                   | 2022     | Eliteserien | 4         | 0         | 0     | 0    | 3          | 0          | 7        | 0        |
| Bodø/Glimt                   | 2023     | Eliteserien | 0         | 0         | 0     | 0    | 1          | 0          | 1        | 0        |
| Bodø/Glimt                   | Összesen | Összesen    | 5         | 0         | 1     | 1    | 4          | 0          | 10       | 1        |
| Stjørdals-Blink (kölcsönben) | 2020     | OBOS-ligaen | 11        | 2         | 0     | 0    | —          | —          | 11       | 2        |
| Stjørdals-Blink (kölcsönben) | 2021     | OBOS-ligaen | 11        | 1         | 0     | 0    | —          | —          | 11       | 1        |
| Stjørdals-Blink (kölcsönben) | Összesen | Összesen    | 22        | 3         | 0     | 0    | 0          | 0          | 22       | 3        |
| Start (kölcsönben)           | 2021     | OBOS-ligaen | 9         | 0         | 1     | 0    | —          | —          | 10       | 0        |
| Jerv (kölcsönben)            | 2022     | Eliteserien | 10        | 1         | 0     | 0    | —          | —          | 10       | 1        |
| Összesen                     | Összesen | Összesen    | 46        | 4         | 2     | 1    | 4          | 0          | 52       | 5        |

## Sikerei, díjai
Bodø/Glimt
- Eliteserien
  - Bajnok (2): 2020, 2021
  - Ezüstérmes (2): 2019, 2022